# Statuti di Lecco del XIV secolo

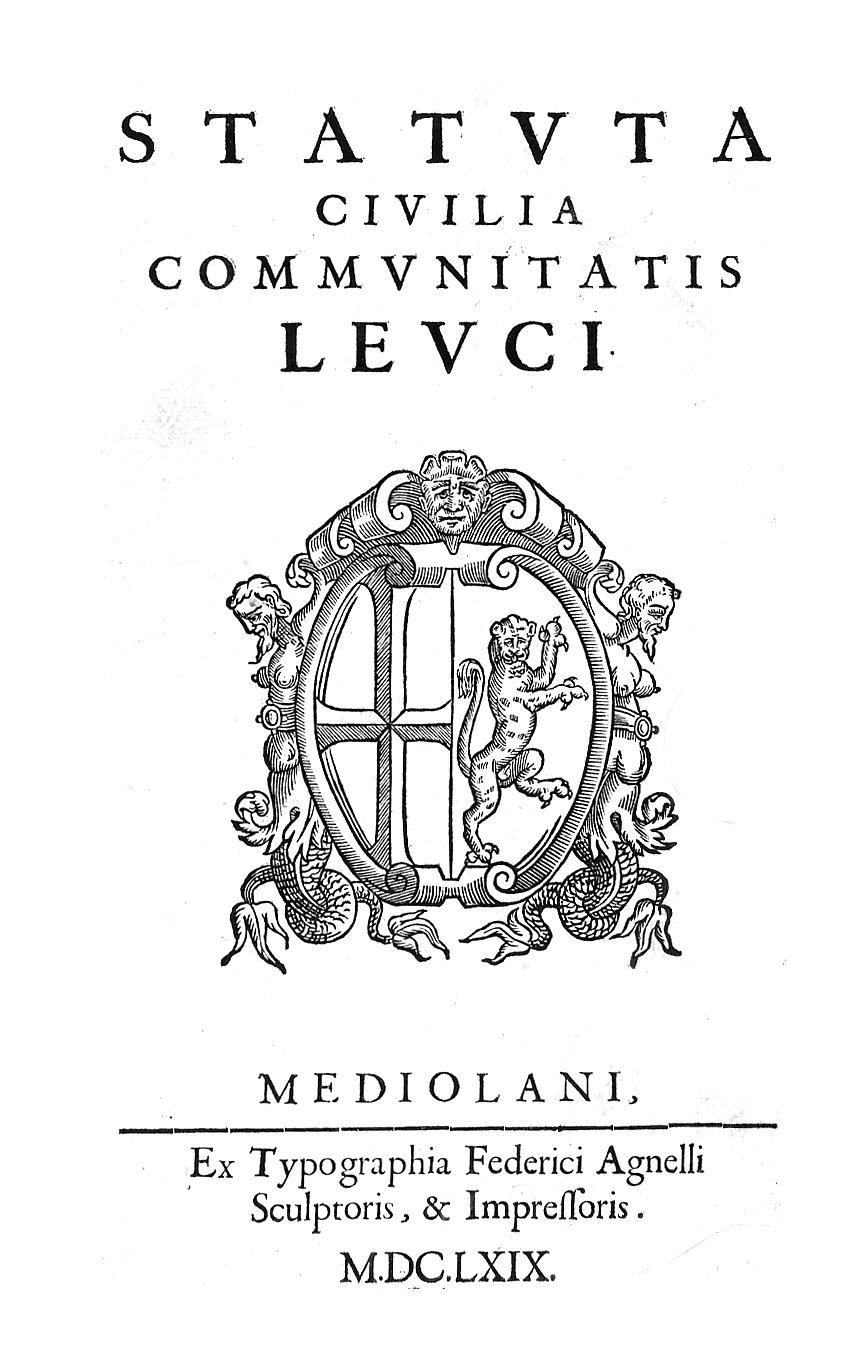
Versione a stampa del 1669

Gli Statuti di Lecco del XIV secolo (in latino indicati come Statuta comunitatis Leuci) sono una raccolta di norme, realizzata alla fine del XIV secolo dalla comunità di Lecco.

## Fonti
Esistono due manoscritti e due versioni a stampa.

### Archivio di Stato di Milano
Presso l'Archivio di Stato di Milano è conservato un manoscritto contenente gli Statuta civilia (libro I) della comunità di Lecco, attribuito alla fine del XIV secolo o all'inizio del XV secolo.
La parte finale del testo appare stesa da mano successiva (XV secolo), probabilmente per danneggiamento del manoscritto originale.

### Biblioteca reale danese
Presso la Biblioteca reale danese è conservato il manoscritto Statuta terre et districtus Leuci, attribuito al XIV sec., contenente alcune parti degli Statuta civilia (libro I) degli Statuti di Lecco.
È composto da 24 fogli che, una volta riordinati, contengono sette diverse parti di testo (qui segnate con lettere da A a G).
| Ordine fogli | Ordine fogli | Articoli                                       |
| Attuale      | Corretto     | Articoli                                       |
| ------------ | ------------ | ---------------------------------------------- |
| 1            | E-3          | 142 (parte, testo sbiadito), 143, 144 (parte)  |
| 2            | F-1          | 149 (testo), 150 (parte)                       |
| 3            | F-2          | 150 (parte), 151, 152 (parte)                  |
| 4            | G-1          | 156 (parte), 157, 158                          |
| 5            | G-2          | 159, 160, 161 (parte)                          |
| 6            | A-2          | 43, 44, 45, 46 (titolo)                        |
| 7            | A-3          | 46 (testo), 47, 48, 49, 50                     |
| 8            | B-1          | 61 (parte), 62, 63 (parte)                     |
| 9            | B-2          | 63 (parte), 64, 65 (parte)                     |
| 10           | B-3          | 65 (parte), 66, 67, 68, 69 (parte)             |
| 11           | B-4          | 69 (parte), 70, 71 (parte)                     |
| 12           | B-5          | 71 (parte), 72, 73 (parte)                     |
| 13           | B-6          | 73 (parte), 74, 75, 76, 77, 78 (parte)         |
| 14           | B-7          | 78 (parte), 79, 80, 81 (titolo)                |
| 15           | B-8          | 81 (testo), 82, 83, 84 (titolo)                |
| 16           | C-1          | 94 (parte), 95, 96, 97 (parte)                 |
| 17           | B-10         | 84 (parte)                                     |
| 18           | D-1          | 123 (testo), 124, 125, 126, 127                |
| 19           | D-2          | 128, 129, 130, 131 (parte)                     |
| 20           | E-1          | 137, 138, 139, 140 (parte)                     |
| 21           | E-2          | 140 (parte), 141, 142 (parte, titolo mancante) |
| 22           | A-1          | 39, 40, 41, 42                                 |
| 23           | B-9          | 84 (parte)                                     |
| 24           | C-2          | 97 (parte), 98, 99, 100, 101 (parte)           |

### Versioni a stampa
Due versioni a stampa degli Statuti di Lecco vennero pubblicati nel 1592 e nel 1669:
- Statuta civilia communitatis Leuci, Mediolani, apud Iacobum Mariam Meddam, 1592, SBN CNCE030464.
- Statuta civilia communitatis Leuci, Mediolani, ex typographia Federici Agnelli, 1669, SBN TO0E084521.

Nonostante il titolo, entrambe le versioni riportano il testo integrale dei due libri, Statuta civilia e Statuta criminalia.

## Contenuti
Gli Statuti di Lecco contengono 347 articoli, suddivisi in due libri. Non è presente alcun proemio che indichi esattamente il periodo di realizzazione.

### I. Statuta civilia
Il libro I contiene 189 articoli divisi per argomenti, in particolare relativi alle attività svolte localmente e ai dazi da pagare per le merci.
- Rubrica generalis de aquis et stratis, arboribus et comunanziis (1-26)
- Rubrica generalis de drapis et draperiis (27-30)
- Rubrica generalis de bechariis (31-43)
- Rubrica generalis de molinariis (44-51)
- Rubrica generalis de prestinariis (52-56)
- Rubrica generalis de tabernariis (57-59)
- Rubrica generalis de piscatoribus (60-62)
- Rubrica generalis de pensis, mensuris, stateris et passis (63-73)
- Rubrica generalis de pennis certorum criminum (74-78)
- Rubrica generalis de datiis comunis Leuci (79-142)
- Rubrica generalis de ellectione domini potestatis seu rectoris Leuci (143-149)
- Rubrica generalis de conscilio et consciliariis terre Leuci et de eorum potestate et baylia (150-160)
- Rubrica generalis de offitialibus comunis Leuci et de eorum offitio et salario (161-183)
- Rubrica generalis de servitoribus et baroveriis (184-189)

### II. Statuta criminalia
Il libro II contiene 158 articoli relativi alla procedura penale e alle relative sanzioni; il testo è fornito esclusivamente dalle due versioni a stampa.
Gli Statuta criminalia sono molto simili, nella forma e nel contenuto, agli Statuti viscontei di Milano dai quali probabilmente derivarono.
- Rubrica generalis de ordine procedendi in criminalibus (190-234)
- Rubrica generalis de penis criminum (235-331)
- Rubrica generalis statutorum extraordinariorum maleficiorum (332-347)

## Datazione
I manoscritti e le versioni a stampa non contengono riferimenti alla data di stesura originaria, che però è normalmente attribuita all'ultimo ventennio del XIV secolo. Infatti nel primo articolo degli Statuti sono indicati i nominativi di alcuni abitanti che si trovano citati anche in atti notarili della fine del XIV sec.
Inoltre viene accomunata con le revisioni degli Statuti locali richieste da Gian Galeazzo Visconti a partire dal 1389 nel tentativo di uniformare le norme dei territori sottomessi a Milano, come per gli Statuti della Valsassina, di Mandello, di Bellano e di Dervio.